# George Smith (chimiste)
Pour les articles homonymes, voir George Smith et Smith.
George Smith, né le 10 mars 1941 à Norwalk (États-Unis), est un chimiste américain, co-lauréat du prix Nobel de chimie en 2018 avec Frances Arnold et Gregory Winter. Il est professeur émérite de l'université du Missouri à Columbia.

## Biographie
Docteur de l'université Harvard en 1970, il mène un post-doctorat à l'université du Wisconsin à Madison sous la direction d'Oliver Smithies (prix Nobel de médecine 2007). En 1975, il est recruté à l'université du Missouri à Columbia où il fera toute sa carrière, jusqu'à sa retraite,.
Connu pour ses recherches sur les peptides, il reçoit en 2018 le prix Nobel de chimie avec le Britannique Gregory Winter et l'Américaine Frances Arnold, pour leurs travaux sur le « Phage display des peptides et des anticorps »,.